# Villa Regina
Villa Regina is een plaats in het Argentijnse bestuurlijke gebied General Roca in de provincie Río Negro. De plaats telt 27.516 inwoners.